# Нива Трудова
Ни́ва Трудова́ — село в Україні, центр Нивотрудівської сільської територіальної громади Криворізького району Дніпропетровської області.
Населення — близько 4000 мешканців.

## Географія
Село Нива Трудова розташоване на правому березі каналу Дніпро — Кривий Ріг. На півдні межує з селом Зоряне, на півночі з селом Веселі Чумаки та на заході з селом Олександрівка Широківського району. Поруч проходить залізниця, станція 29 км.

## Історія

### Заснування села
Населений пункт Нива Трудова виник у 1926 році. В 1910 році українці емігрували в Північну Америку та Канаду, а в квітні місяці 1923 року українці за свої кошти придбали деякий сільськогосподарський інвентар і приїхали в Україну комуною. Вони поселились в Апостолівському районі, у селі Володимирівка в колишньому будинку багатого економа Шефера. В 1924 році комуна «Нива Трудова» об'єдналась з другою комуною, яка теж приїхала з Америки і поселилась в селі Козацьке, Бериславського району, Херсонської області, де жив раніше князь Трубецький. В емігрантів була техніка: автомобіль «Форд», трактор «Кейз» та інше. Проживши два роки, ці дві комуни не поладили і вирішили розділитися.
Весною 1926 року комуна «Нива Трудова» звернулась до влади Апостолівського району, їй надали вільний степ, був випас і комуна почала нове життя. Комунарів було всього 20 сімей, вони викопали землянки і почали жити тут, на голому степу, на пустому місці будували нове життя, нову комуну. Перші організатори комуни: Іван Сич, Кіндрат Романський, Іван Гаврилюк, Іван Стульський, Тимофій Максименко та інші.

### Часи Другої світової війни
Німецькі війська ввійшли в село 10 серпня 1941 року. До цього часу із села було вивезено машини, трактори, колгоспні корови, свині, вівці, були також вивезені запаси зерна, продуктів, корма, були евакуйовані сім'ї членів партії. Жителі села поспішали зібрати урожай, щоб він не дістався ворогам. В селі залишилися старики і діти, жінки замінили чоловіків на робочих місцях, допомагали їм діти. На фронт пішли 43 жителі, 27 — загинули на різних фронтах, 16 — повернулися з високими нагородами. Коли німці вступили в село, вони були розквартировані по хатах. Щодня людей, що могли тримати лопату в руках, чекала вантажівка, яка відвозила їх на укріплення, що готувались на лінії фронту Широке—Інгулець. Німці встановили новий порядок в селі, робили все для того, щоб зламати опір населення, грабували його, відбирали речі і продукти, обкладали непосильними податками, насильно примушували працювати на загарбників, забирали молодих людей на роботи у Німеччину. Так тривало більше двох років.
Бої під час звільнення села тривали протягом 4-5 лютого 1944 року. Село звільняла 34-а гвардійська стрілецька дивізія під керівництвом генерал-майора Власика Матвія Андрійовича. В цьому бою за село загинуло 5 чоловік: капітан Малов Явтух Іванович, рядові Міхальцев Марк Якович, Шевченко Яків Якович, Скубицький Петро Терентійович та Фоменко Пантелій Іванович.

### Післявоєнні роки
Після війни господарство села було зруйновано. Не було машин, тракторів, коней, корів, овець, свиней. При відступі німці зірвали дві стайні, клуб, магазин, жилий будинок на вісім сімей, там були їх склади. За післявоєнний період в селі Нива Трудова було збудовано: 2 свинарника, 2 чотирьох-рядних корівника (на 300 голів), 1 дворядний корівник, телятник, комора, зерносховище, гараж для автомашин, молочний пункт, 2 кормокухні, магазин, приміщення сільської бібліотеки, медпункт, дитячі ясла, пологовий будинок, де була завідувачкою Лобуренко Софія Устимівна, будинок культури, тракторна майстерня, побудовано мостову дорогу в селі, 71 житловий будинок. Капіталовкладення по господарству в порівнянні з 1953 роком зросло в 5,5 рази. Полегшено працю тваринників. В колгоспі імені Димитрова застосовано автоматичне доїння корів, механізовано вилучення гною, механізовано роздрібнення кормів і механізовано кормороздачу. Праця свинарок була полегшена підвісною дорогою для роздачі кормів, встановлено кормозапарник, кормозмішувач.

## Населення
Згідно з переписом УРСР 1989 року чисельність наявного населення села становила 4887 осіб, з яких 2367 чоловіків та 2520 жінок.
За переписом населення України 2001 року в селі мешкала 3981 особа.

### Мова
Розподіл населення за рідною мовою за даними перепису 2001 року:
| Мова            | Кількість | Відсоток |
| --------------- | --------- | -------- |
| українська      | 3504      | 87.51%   |
| російська       | 473       | 11.81%   |
| білоруська      | 17        | 0.42%    |
| румунська       | 3         | 0.08%    |
| вірменська      | 2         | 0.05%    |
| інші/не вказали | 5         | 0.13%    |
| Усього          | 4004      | 100%     |

## Економіка села
У 1975 році в селі запрацював «гігант степу» свиновідгодівельний комплекс, де щодня було на відгодівлі 38 тисяч голів свиней, 25 кг м'яса щохвилини давав комплекс. Першим директором комплексу був Нарожний Володимир Якович. Комбінат міг прогодувати велике промислове місто-мільйонер. Щодня 300 свиней йшли на переробку. В господарстві відгодовувалось по 108 тисяч свиней на рік, був побудований комплекс по відгодівлі 10 тисяч голів бичків. Господарство було переможцем всесоюзного змагання.
Зараз у селі працює одне з найбільших свинарських комплексів в Україні — близько 105 тис. голів. Господарство належить Арселор Міттал Кривий Ріг.

## Визначні пам'ятки
У 1984 році в селі було відкрито Музей бойової і трудової слави.
В селі знаходяться Храм Священномученика Володимира (вул. Каштанова, 6-А) та Молитовний дім Церкви ХВЄ (вул. Каштанова, 15).

## Відомі люди
У селі народилась відома українська поетеса — Марія Павленко (*1939-†2006), секретар Житомирської Спілки письменників України, голова літературного об'єднання імені Михайла Клименка.
За одержання високих урожаїв зернових культур керуючому відділком радгоспу С. М. Коваленку присвоєно звання Героя Соціалістичної Праці; орденами і медалями СРСР нагороджено ще 20 жителів села.

## Культура та об'єкти соціальної сфери
У селі в 1975 році, на місці хатинки — восьмирічної школи, з'явилась трьохповерхова середня школа на 800 учнів, із спортивним та актовим залом, обладнаними кабінетами, бібліотекою.
У 1985 році відкрито новий будинок культури «Юність» на 400 місць. При БК працюють: танцювальний, вокальний, фольклорний ансамблі. Фольклорний ансамбль під керівництвом Деньгуб Н. М. в 2007 році підтвердив високе звання — народного колективу. В БК працює сільська бібліотека, дискотека. Велику увагу приділяється вихованню молодих талантів села. Для цього в будинку культури «Юність» є всі умови. Молоді таланти і дарування показують свої досягнення в мистецтві не тільки для жителів села. Неодноразово виступали на різних конкурсах та концертах Апостолівського району.
У центрі села Нива Трудова збудовано спортивний комплекс, де працюють секції з важкої, легкої атлетики, футболу, волейболу, є сучасний зал тренажерів. В спортивній школі підготовлено п'ять майстрів та кандидатів у майстри спорту.
У селі працює музична школа, де незмінним директором є Усенко О. Д.. Відкриті класи з фортепіано, баяна, акордеона, гітари, духових інструментів, хоровий та вокальні класи. Чудовими концертами радують музиканти жителів. Багато випускників навчаються в вищих закладах мистецтва.
Також є постійно діюча Виставка народної творчості жителів села.